# Bob Hawke
Robert James Lee Bob Hawke (Bordertown, Ausztrália, 1929. december 9. – Sydney, 2019. május 16.) ausztrál politikus, az Ausztrál Nemzetközösség 23. miniszterelnöke 1983. március 11. és 1991. december 20. között. Korábban szakszervezeti vezető volt. 1983-ban Hawke legyőzte Malcolm Fraser liberális-nemzeti koalícióját. Ezen kívül 1984-ben, 1987-ben és 1990-ben nyert szavazást. A párt támogatottságának csökkenése miatt 1991-ben Paul Keating legyőzte Hawke-ot egy Munkáspárton belüli szavazás során, aki így elvesztette pártvezetői posztját és a miniszterelnöki tisztségről is lemondott. Hawke utódja mindkét poszton Keating lett.

## Pályafutása
Jogi diplomát szerzett a Nyugat-Ausztráliai Egyetemen, majd Rhodes ösztöndíjasként posztgraduális tanulmányok keretében közgazdaságtant tanult az Oxfordi Egyetemen. Diákként csatlakozott az Ausztrál Munkáspárthoz.
Tanulmányai után rövid ideig az Ausztrál Nemzeti Egyetem kutatója volt, majd 1958-ban az Ausztrál Szakszervezetek Tanácsának (ACTU), az ország szakszervezeteit összefogó esernyőszervezetének munkatársa lett. 1963-ban, Corióban alulmaradt a parlamenti választáson az Ausztrál Liberális Párt jelöltjével szemben. 1970-ben az ACTU elnöke lett és 1980-ig vezette a szervezetet. 1973-ban a Munkáspárt vezetőjének is megválasztották, 1978-ig vezette a pártot. 1980-ban a parlament tagjává választották.
1983-ban ismét a Munkáspárt vezetője lett és győzelemre vezette azt az 1983-as választások során, így ő maga Ausztrália miniszterelnöke lett. Miniszterelnökként sikeres bérmegállapodást kötött az ország széttagolt szakszervezeteivel, és sikerült csökkentenie az inflációt. Miniszterelnöksége idején az ország továbbra is szoros kapcsolatokat ápolt az Egyesült Államokkal. Vezetésével a párt további három alkalommal (1984-ben, 1987-ben és 1990-ben) is megnyerte a választásokat, de a romló gazdasági helyzet miatt 1990-ben jelentősen vesztett parlamenti többségéből, ezért Hawke 1991. december 20-án alulmaradt Paul Keatinggel szemben a pártelnöki tisztségért folytatott versenyben. A pártelnöki tisztség elvesztése után miniszterelnöki posztjáról is azonnal lemondott, utódja a miniszterelnöki székben is Keating lett.
1992-ben a parlamenti képviselői posztjáról is lemondott. Televíziós újságíróként folytatta pályafutását: nemzetközi politikai szereplőkkel készített interjúkat a Channel 9 televízió számára. 1994-ben kiadta emlékiratait.

## Magánélete
1956-ban házasodott össze Hazel Mastersonnal. A párnak három gyermeke született. Házasságuk 1992-ben véget ért. Hawke 1995-ben házasságot kötött Blanche D’Alpuget-vel.